# Argelia en los Juegos Olímpicos de Vancouver 2010
Argelia estuvo representada en los Juegos Olímpicos de Vancouver 2010 por un deportista masculino que compitió en esquí de fondo.
El portador de la bandera en la ceremonia de apertura fue el esquiador de fondo Mehdi-Selim Jelifi. El equipo olímpico argelino no obtuvo ninguna medalla en estos Juegos.